# Chickens
Chickens é um curta-metragem mudo norte-americano de 1916, do gênero comédia, com o ator cômico Oliver Hardy.

## Elenco
- Bobby Burns - Pokes
- Walter Stull - Jabbs
- Oliver Hardy - (como Babe Hardy)
- Frank Hanson
- Ethel Marie Burton